# راؤول أماريلا
راؤول أماريلا (بالإسبانية: Raúl Amarilla Romero)‏ هو مدرب كرة قدم ولاعب كرة قدم باراغواياني في مركز الهجوم، ولد في 12 يونيو 1988 في أسونسيون في باراغواي. لعب مع أتليتيكو بالياريس وأوليمبيا أسونسيون وإيسيخا بالومبيي.